# رالف ليتل
رالف ليتل (بالإنجليزية: Ralf Little)‏ هو لاعب كرة قدم وممثل بريطاني، ولد في 8 فبراير 1980 في المملكة المتحدة.

## وصلات خارجية
- رالف ليتل على موقع IMDb (الإنجليزية)
- رالف ليتل على موقع ألو سيني (الفرنسية)
- رالف ليتل على موقع ميوزك برينز (الإنجليزية)
- رالف ليتل على موقع أول موفي (الإنجليزية)
- رالف ليتل على موقع قاعدة بيانات الأفلام السويدية (السويدية)
- رالف ليتل على موقع ديسكوغز (الإنجليزية)
- رالف ليتل على موقع قاعدة بيانات الفيلم (الإنجليزية)
- رالف ليتل على موقع كينوبويسك (الروسية)